# Neuer jüdischer Friedhof (Meinerzhagen)

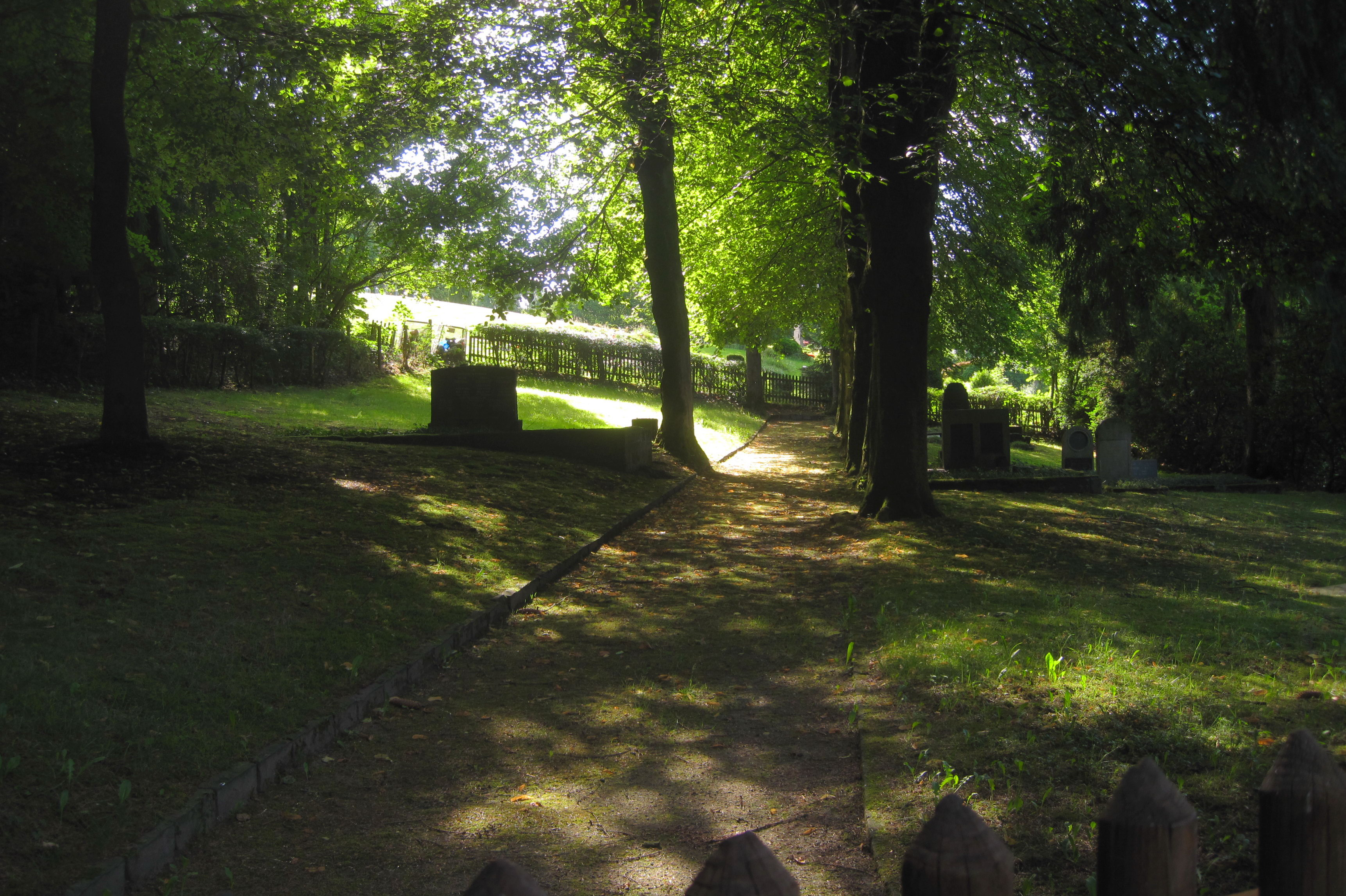
Jüdischer Friedhof

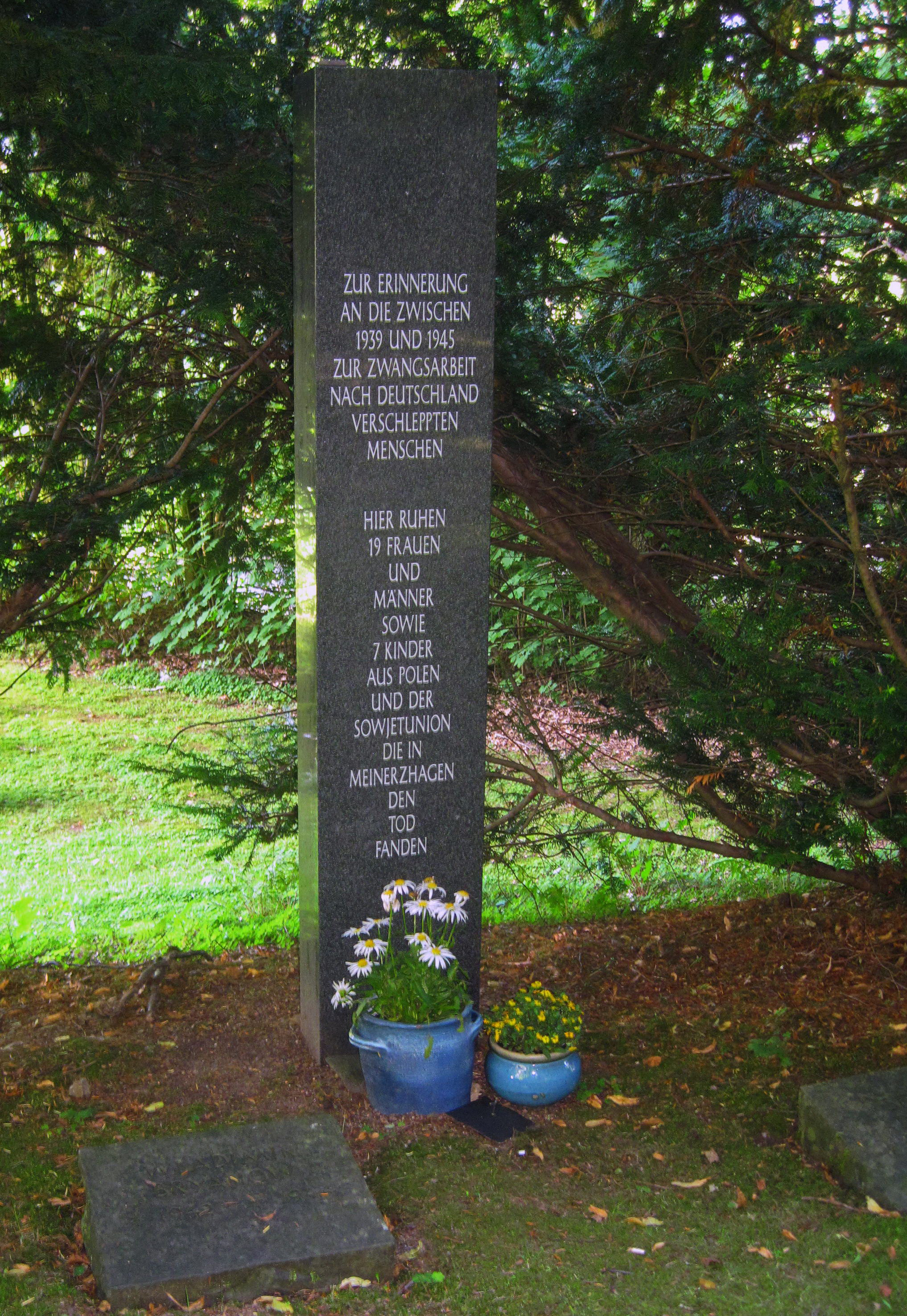
Gedenkstele

Der Neue jüdische Friedhof ist ein Begräbnisplatz der Juden in der sauerländischen Stadt Meinerzhagen. Er steht unter Denkmalschutz.
Der 1148 m² große jüdische Friedhof liegt oberhalb des katholischen Friedhofs an der Heerstraße. Auf ihm sind noch 15 Grabsteine (Mazewot) vorhanden. Ferner gibt es einen Gedenkstein für die in der Schoa ermordeten jüdischen Bürger der Stadt.

## Geschichte
Die jüdische Gemeinde erwarb das Grundstück 1910 als Ersatz für den alten Friedhof. Der Friedhof wurde von Ende 1913 bis 1943 belegt. 1939 wurde er stark beschädigt.
Während des Zweiten Weltkriegs wurden hier auch 22 russische Zwangsarbeiter beerdigt. Die Stadt Meinerzhagen musste ihr 1944 erworbenes Eigentum an dem Grundstück 1945 an die Jewish Trust Corporation zurückübertragen.